# Leopoldo Di Martino
Leopoldo Di Martino (Rovereto, 10 de febrero de 1949) es un deportista italiano que compitió en vela en la clase Soling. Ganó una medalla de bronce en el Campeonato Europeo de Soling de 1975.

## Palmarés internacional
| Campeonato Europeo | Campeonato Europeo | Campeonato Europeo | Campeonato Europeo |
| Año                | Lugar              | Medalla            | Clase              |
| ------------------ | ------------------ | ------------------ | ------------------ |
| 1975               | Alassio (Italia)   | Medalla de bronce  | Soling             |